# (8806) Fetisov
(8806) Fetisov est un astéroïde de la ceinture principale.

## Description
(8806) Fetisov est un astéroïde de la ceinture principale. Il fut découvert le 22 octobre 1981 à Naoutchnyï par Nikolaï Tchernykh. Il présente une orbite caractérisée par un demi-grand axe de 2,81 UA, une excentricité de 0,13 et une inclinaison de 8,7° par rapport à l'écliptique.

## Compléments